# Villars-Sainte-Croix
Villars-Sainte-Croix és un municipi del cantó suís del Vaud, situat al districte de l'Ouest lausannois.